# Anna Brownell Jameson
Anna Brownell Jameson (Dublin, 19 de maio de 1794 - Londres, 17 de março de 1860) foi a primeira mulher crítica de artes e historiadora profissional do Reino Unido. Também foi uma escritora e crítica literária voltada para o público feminino, e ativista feminista que defendia maiores oportunidades educacionais e proteções legais para as mulheres.

## Biografia

### Vida pessoal
Jameson nasceu em 19 de maio de 1794 na cidade de Dublin, na Irlanda, como Anna Brownell Murphy, filha de Johanna e Denis Brownell Murphy. Em 1798, mudou-se com sua família para a Inglaterra, passando por Newcastle upon Tyne, e depois se estabelecendo em Londres. Recebeu educação através da governanta Miss Yokeley, e aos 12 anos passou a ser responsável pela própria educação e a educação de suas 5 irmãs mais novas. Aprendeu francês, italiano e espanhol, e gostava de escrever poesias. Começou a trabalhar como governanta em 1810, para os filhos do Marquês de Winchester, e até 1825 trabalhou como governanta de famílias da elite como os Rowles e Edward John Littleton. Conheceu Robert Sympson Jameson, com quem se casou em 1825. Robert recebeu um cargo governamental no Canadá, e se mudaram para Toronto em 1836; durante este período, visitou os Estados Unidos e outras partes do Canadá, conheceu povos indígenas, e foi a primeira mulher europeia a descer as corredeiras do Sault St. Marie. Jameson se separou amigavelmente de Robert em 1837 e retornou para o Reino Unido em 1838, fazendo viagens ocasionais para o Canadá. Devido a separação amigável, Jameson permaneceu recebendo os royalties de seus livros, pois naquela época, o marido é que tinha o direito sobre a renda da mulher. Engajada nas questões dos direitos das mulheres, fazia palestras, escrevia em suas obras e reunia em sua casa jovens feministas para discutir sobre o direito a educação e trabalho, e do sufrágio feminino. Faleceu de pneumonia em sua casa, em Londres, no dia 17 de março de 1860.

### Carreira
Em 1826, publicou seu primeiro romance, Diary of an Ennuyée, usando um pseudônimo; esta obra foi inspirada nas viagens que fez junto a família Rowles para a França e Itália, enquanto governanta. Também trabalhou para a The London Magazine, escrevendo artigos sobre viagens. Na década de 1830, além de escrever sobre viagens, publicou duas obras de literatura infantil e trabalhava como crítica literária voltado para o público feminino. Publicou sua obra de maior prestígio, Characteristics of Women, Moral, Poetical and Historical (em português: Características das Mulheres, Moral, Poética e Histórica) em 1832, que mais tarde ficou conhecido como Heroínas de Shakespeare. Após sua viagem ao Canadá, publicou uma obra sobre suas experiências vividas no país e comparou o papel das mulheres europeias com a independência das mulheres indígenas canadenses.
Durante o período em que esteve no Canadá, Jameson produziu mais de 50 obras artísticas, entre desenhos e pinturas. Algumas dessas obras se encontram expostas, como os desenhos Winter Journey from Niagara by Lake Ontario e Voyage Down Lake Huron in a Canoe, que estão Museu Real de Ontário; e um livro de esboços faz parte da seção Coleções Especiais e Livros Raros da Biblioteca Pública de Toronto.
Entre 1848 e 1864, Jameson publicou o primeiro estudo sistemático em inglês sobre iconografia cristã, que consistia em uma série de volumes, chamado Sacred and Legendary Art (em português: Arte Sagrada e Lendária). Sua última obra foi publicada em 1856, The Communion of Labour: A Second Lecture on the Social Employments of Women (em português: A Comunhão do Trabalho: Uma Segunda Palestra sobre os Empregos Sociais das Mulheres). Após a sua morte, Elizabeth Rigby, amiga de Jameson, publicou em 1864 o livro The history of Our Lord, que Jameson havia finalizado em 1860.

## Obras
- 1826 - Diary of an Ennuyée.[1]
- 1829 - The loves of the poets.[4]
- 1831 - Memoirs of celebrated female sovereigns.[4]
- 1832 - Characteristics of Women, Moral, Poetical and Historical.[1]
- 1834 - Much coin, much care (infantil).[4]
- Little Louisa (infantil).[4]
- 1838 - Winter Studies and Summer Rambles in Canada.[3]
- 1842 - A Handbook to the Public Galleries of Art.[3]
- 1845 - Memoirs of the Early Italian Painters.[3]
- 1848 - Sacred and Legendary Art.[4]
- 1850 - Legends of the monastic orders.[4]
- 1852 - Legends of the Madonna.[4]
- 1856 - The Communion of Labour: A Second Lecture on the Social Employments of Women.[1]
- 1864 - The history of Our Lord (pós morte).[4]